# 喬治六世王室勳章
乔治六世王室勳章（英語：Royal Family Order of George VI）是英国国王乔治六世授予女性王室成員及其他人士的勋章。自从乔治六世逝世后，便不再授予、现今亚历山德拉郡主是唯一在世的获得者，她于1951年被授予此勋章。
徽章是镶有钻石的英国国王乔治六世珐琅肖像，佩戴在玫瑰粉色丝带蝴蝶结上。此勋章共有两种尺寸。较大的尺寸被授予给特克的玛丽及伊丽莎白王太后。其余较小的尺寸被授予给平常的王室成员。第一批样品是在1937年加冕典礼前两天的家庭午餐会上展示的。

## 已知獲授勳者
- 伊丽莎白王后（乔治六世的妻子）[1][3]
- 玛丽王后（乔治六世的母亲）[4]
- 伊丽莎白二世（乔治六世的长女）[1]
- 斯诺登伯爵夫人玛格丽特公主（乔治六世的次女）[1]
- 哈伍德伯爵夫人玛丽长公主（乔治六世的妹妹）[2]
- 格洛斯特公爵夫人爱丽丝王妃（乔治六世的嫂子）[5]
- 肯特公爵夫人玛丽娜王妃（乔治六世的嫂子）[2]
- 奥格威爵士夫人亚历山德拉公主（乔治六世的侄女）[6]
- 阿斯隆伯爵夫人愛麗絲公主（乔治六世的姑姑）